# Калиник Фотиадис
Калиник (на гръцки: Καλλίνικος) е гръцки православен духовник.

## Биография
Роден е на 21 май 1841 година в Дарданелия със светската фамилия Фотиадис (Φωτιάδης). В 1863 година завършва Халкинската семинария. Служи като дякон и свещеник в Нишката и Ксантийската митрополия при митрополит Калиник.
В 1870 година става протосингел на Александрийската патриаршия. В 1873 година се завръща в Цариград и на следната 1875 година е назначен за велик протосингел на Вселенската патриаршия.
На 12 ноември 1878 година в катедралния храм „Свети Георги“ в Цариград е ръкоположен от патриарх Йоаким III Константинополски за солунски митрополит. На солунската катедра остава до 1884 година. Калиник влиза в конфликт със Солунската гръцка община, още в 1882 година. В 1883 година този конфликт се засилва, като митрополитът е обвиняван, че забавя развитието на гръцко учебно дело в града. Въпреки посредничеството на серския и драмския митрополит, Патриаршията е принудена да замени Калиник с Григорий.
| „ | Младият, енергичният и усърдният в патриотичното гръцко дело митрополит Калиник, който бе повел непримирима борба с националните и религиозните пропаганди в Македония, се оказал безсилен да продължи делото си и поради вътрешните стълкновения на гръцката солунска общност. Така се създавали условия за по-спокойно развитие на българското църквно училищно дело. | “ |

На 20 декември 1884 годинае избран за деркоски митрополит. На 8 май 1924 година е преместен начело на Ефеската епархия.
Умира в Цариград на 16 януари 1926 година.